# Арсенопирит
Арсенопирит је арсенов сулфид гвожђа хемијске формуле FeAsS. Ово је минерал велике тврдине (5,5-6) металичног сјаја, непрозрачан, челичносиве до сребрнобеле боје, релативно велике тежине. Раствара се у азотној киселини при чему се ослобађа сумпор. 